# Renata Dominguez
Renata Dominguez  (ur. 8 marca 1980) – brazylijska aktorka filmowa i telewizyjna.

## Biografia
Urodziła się w 1980 roku w Brazylii. Początkowo karierę robiła na terenie Ekwadoru jako prezenterka telewizyjna. Po powrocie do Brazylii zaczęła grać w serialach telewizyjnych, które przyniosły jej rozgłos.

## Wybrana filmografia[1]
| Data      | Tytuł              | Grana postać                |
| --------- | ------------------ | --------------------------- |
| 2001-2003 | Malhação           | Solene Ribeiro da Silva     |
| 2004      | Niewolnica Izaura  | Bianca Villela              |
| 2005      | Prueba de amor     | Patricia "Paty" Lopo Avelar |
| 2006      | Bicho do Mato      | Cecília de Sá Freitas       |
| 2007      | Amor e intrigas    | Valquíria Pereira           |
| 2009      | Promessas de Amor  | Sofia Drumont Cordeiro      |
| 2012      | Król Dawid         | Batszeba                    |
| 2013      | Casamento Blindado | Clarinha                    |
| 2015      | Na Mira do Crime   | Luana                       |
| 2015      | Tomara que Caia    | Alice                       |